# Lifan LF520
O LF520 é um modelo compacto da Lifan. Trata-se do primeiro automóvel produzido pela empresa.